# Baza
Baza is een gemeente in de Spaanse provincie Granada in de regio Andalusië met een oppervlakte van 545 km². Baza telt 20.656 inwoners (1 januari 2016). Het is als stad bekend uit de geschiedenis omdat hier na een maandenlange belegering door de katholieke koningin Isabella I van Castilië, in 1489 een eeuwenlange heerschappij van moslim vorsten ten einde kwam.

## Demografische ontwikkeling
Bron: INE; 1857-2011: volkstellingen

## Geboren
- Abū al-Hasan ibn Alī al-Qalasādī (1412-1486), wiskundige